# 93P/Lovas
93P/Lovas (również Lovas 1) – kometa krótkookresowa, należąca do rodziny Jowisza.

## Odkrycie
Kometa została odkryta 5 grudnia 1980 roku przez węgierskiego astronoma Miklosa Lovasa. W nazwie znajduje się nazwisko odkrywcy.

## Orbita komety
Orbita komety 93P/Lovas ma kształt elipsy o mimośrodzie 0,61. Jej peryhelium znajduje się w odległości 1,7 j.a., aphelium zaś 7,08 j.a. od Słońca. Jej okres obiegu wokół Słońca wynosi 9,2 roku, nachylenie do ekliptyki to wartość 12,22˚.